# Santiago Cabanas Ansorena
Santiago Cabanas Ansorena (Madrid, 1954), és un diplomàtic i polític espanyol, Ambaixador d'Espanya als Estats Units des de 2018.

## Biografia
Va néixer a Madrid l'any 1954. És llicenciat en Dret i va ingressar el 1981 a la carrera diplomàtica al Ministeri d'Afers Exteriors d'Espanya.
Ha estat destinat a les representacions d'Espanya a l'Iran i els Estats Units. Va ser sotsdirector general de l'Europa Oriental i de Relacions Culturals i Científiques, i director del Gabinet del Ministeri d'Afers Exteriors. Posteriorment, ambaixador d'Espanya a la República Txeca, cònsol general d'Espanya a Miami i director general d'Afers Consulars i Migratoris. El juliol de 2011 va ser nomenat director general de Política Exterior i de Seguretat i el gener de 2012, director general de Política Exterior i Assumptes Multilaterals, Globals i de Seguretat. Passant a ser ambaixador d'Espanya al Regne Haiximita de Jordània des de maig del 2013, fins que el 2017 va jurar el càrrec d'ambaixador a la República d'Argèlia.

### Ambaixador d'Espanya als Estats Units (2018-)
El 7 de setembre de 2018 fou nomenat ambaixador d'Espanya als Estats Units.